# 毛詩
毛诗是西漢时期鲁国人毛亨学派的《诗经》。漢代《詩經》學分為四家，為《齊詩》、《魯詩》、《韓詩》、《毛詩》四家。後僅《毛詩》獨傳於世，今本十三經中之《詩經》即為《毛詩》。

## 詩經
《詩經》是目前通用的稱呼，在先秦古書中，僅稱之《詩》或《詩三百》，據傳由於孔子曾刪定三千篇《詩經》成三百篇，所以稱之《詩三百》(《史記·孔子世家》)，成了儒家的經典之一。秦始皇焚書坑儒，民間古籍遭劫，《詩經》至漢朝復興。漢朝將《詩經》列於學官，多以《魯詩》、《毛詩》等稱呼之，到了宋、元之後，《詩經》這一名稱才確定下來，沿用至今。魯人申培《魯詩》亡於西晉，齊人轅固《齊詩》亡於曹魏，燕人韓嬰《韓詩》亡於宋。

## 
- 《毛詩注疏》--西漢毛公（毛詩故訓傳）、東漢鄭玄（毛詩箋）註《毛詩傳箋》；唐孔穎達疏《毛詩正義》七十卷。五經正義、十三經注疏之一。
  - 《毛詩》研究著作，簡稱《孔疏》，40卷。唐貞觀十六年 (642)孔穎達(574～648)等奉唐太宗诏命所作《五經正義》之一，爲當時由政府頒布的官書。
  - 孔穎達，字仲達，冀州衡水（今屬河北）人。曆任國子博士、司業、祭酒等職。其時撰《五經正義》,孔穎達以年輩在先,名位獨重,受命主持其事,諸儒分治一經，《毛詩正義》出于王德韶、齊威等人之手，而孔穎達總其成。《毛詩正義》是對于《毛傳》及《鄭箋》的疏解,“傳”“箋”被稱爲“注”，“正義”被稱爲“疏”，合稱《毛詩注疏》。《四庫全書總目》說:“其書以劉焯《毛詩義疏》、劉炫《毛詩述義》爲稿本，故能融貫群言,包羅古義,終唐之世,人無異詞。”說明此書內容取材之廣和在唐代影響之大。其中包括了漢魏時期學者對《詩經》的各種解釋,彙集了兩晉南北朝學者研究《詩經》的成果,有的地方並能提出一些新的看法，如對于《史記·孔子世家》所載孔子刪《詩》之說表示懷疑等，但其書遵循“疏不破注”的原則，未能越出《毛傳》、《鄭箋》的範圍，對二者的分歧也不敢加以判斷，因而不可避免地承襲了《毛傳》、《鄭箋》的某些錯誤；在疏解方面此書頗多煩言贅語，這是唐人義疏的共同缺點。
  - 《毛詩正義》通行的有《十三經注疏》本，以阮元所刻爲佳，書後附阮元的《毛詩校勘記》。
- 《詩集傳》二十卷--南宋朱熹注。